# Innocent world
『innocent world』（イノセント・ワールド）は、日本のバンド・Mr.Childrenによる5枚目のシングル。1994年6月1日にトイズファクトリーより発売された。

## 概要
前作『CROSS ROAD』から約7か月ぶりのシングルで、前作のロングヒットで知名度が飛躍的に上昇した状況での発売となった。
本作は1994年の第36回日本レコード大賞で大賞を受賞するも、メンバーはオーストラリアで「Tomorrow never knows」のミュージック・ビデオ撮影のため授賞式を欠席するという異例の事態になった。代理として所属レコード会社・トイズファクトリーの代表でアマチュア時代のMr.Childrenを発掘した稲葉貢一が授賞式へ出席、トロフィーを受け取った。2004年に26thシングル『Sign』で10年ぶりに再び大賞を受賞時は、メンバー全員が授賞式に出席した。
ジャケットはパーカーのフードを目深に被った桜井が写されている。イメージカラーは本楽曲の仮タイトルが「innocent blue」だったため青色が採用された。アートディレクターは信藤三雄。

## チャート成績
初週20.6万枚を売り上げ、シングル・アルバム通じて初のオリコン週間チャート1位を獲得、その後2ヶ月足らずで100万枚を突破し1994年度のオリコン年間シングルチャート1位を獲得。本作のヒットによって過去の作品が再びチャートにランクインするなど大きな相乗効果も生まれた。最終的には193.6万枚を売り上げ、Mr.Childrenのシングルでは6thシングル『Tomorrow never knows』、10thシングル『名もなき詩』に次いで3番目に高い累計売上を記録している。
カラオケ年間チャートでは1994年、1995年の2年連続で1位を獲得している。
2018年5月10日に各ストリーミングサービスで配信され、2021年6月には表題曲「innocent world」のストリーム数が3000万回を突破し、シルバー認定された。2022年7月にはストリーム数が5000万回を突破し、ゴールド認定された（Mr.Children#ストリーミング認定を参照）。

## 収録曲
| 全作詞・作曲: 桜井和寿、全編曲: 小林武史 & Mr.Children。 |                                           |          |            |      |
| #                                                        | タイトル                                  | 作詞     | 作曲・編曲 | 時間 |
| 1.                                                       | 「innocent world」                        | 桜井和寿 | 桜井和寿   | 5:48 |
| 2.                                                       | 「my confidence song」                    | 桜井和寿 | 桜井和寿   | 1:55 |
| 3.                                                       | 「innocent world (Instrumental Version)」 | 桜井和寿 | 桜井和寿   | 5:45 |
| 合計時間:                                                | 合計時間:                                 | 13:28    |            |      |

| 全編曲: 小林武史 & Mr.Children。 |                                                        |            |                    |       |
| #                                | タイトル                                               | 作詞・作曲 | 日本語訳詞         | 時間  |
| 1.                               | 「innocent world」                                     | 桜井和寿   |                    | 5:44  |
| 2.                               | 「花はどこへ行った」(Where have all the flowers gone?) | P.SEEGER   | 田原健一・小林武史 | 3:55  |
| 3.                               | 「innocent world (Instrumental Version)」              | 桜井和寿   |                    | 5:44  |
| 合計時間:                        | 合計時間:                                              | 合計時間:  | 合計時間:          | 15:23 |

## 楽曲解説

### 8cmCD盤
1. innocent world
  - 日本コカ・コーラ「アクエリアス ネオ/アクエリアス イオシス」のCMソング。
  - 当初の仮タイトルは「innocent blue」。歌詞は3rdシングル「Replay」のようなラブソングに磨きあげる方向であり[4]、歌いだしも「少しだけ疲れたなぁ」だった[5]。「blue」を「world」に変えたのは小林武史の提案[6]。
  - これまでのシングルとは異なり、恋愛感情よりも客観的な風刺を織り交ぜたメッセージ性の強い楽曲になっている[4]。
  - 楽曲のオフヴォーカルはすぐ完成したが小林はこれがMr.Childrenのターニングポイントになると考え、桜井和寿の作ってきた歌詞に「桜井の中の道化の部分も含め、桜井じゃなきゃ書けないものを」「桜井和寿が歌うからこそ意味があるような詞でないと駄目なんじゃないのか?」とダメ出ししたため[4]、歌詞がなかなか完成しなかった[5]。しかし帰りの車の中で環状七号線早稲田通り付近を走行中に突然歌詞が思い浮かんだ[4]桜井は、車を停めてメモを取ることを何度も繰り返しそのメモを元に自宅で歌詞を完成させたという。桜井は「これはコマーシャルのための曲なのに、こんなに個人的なことを歌ってもいいのかな」と思っていたが、メンバーも小林も絶賛したためそのままその歌詞が採用された[5]。
  - オフヴォーカルが完成したところで、突如“政治的な問題”によりタイアップは白紙となってしまった[5]。しかし一同は、この新曲は自分たちの新たなキャリアを拓くものだと確信していたため悲観的に捉えることはなかったが[7]、経緯は不明であるものの約1か月後に突如タイアップが再成立したという[5]。
  - 桜井は当時の雑誌インタビューで「innocent world（無垢な世界）がいいな、憧れるな、ではなく、時にはそういうものと別れてしまう場面もあるわけで…」といった趣旨の発言をしている。
  - イントロのメロディは田原健一の提案によるもの[5]。
  - 歌詞中の表記は英語ではなく「イノセントワールド」となっている。音楽番組では専ら「innocent world」と紹介されるが、主に文献やカラオケでは「イノセントワールド」と表記される[注 5]。
  - ライブでの披露時は、ほとんど毎回サビを観客に歌わせており、アンコール待ちで観客がこの楽曲を歌いながら待つ[注 6]というパターンもあった。ミリオンセラーとなったシングル曲では10thシングル『名もなき詩』、15thシングル『終わりなき旅』などと共にライブでは頻繁に演奏される。
  - ミュージック・ビデオが制作され、2018年3月21日発売のライブ・ビデオ『Mr.Children DOME & STADIUM TOUR 2017 Thanksgiving 25』に収録されている。監督は信藤三雄。
2. my confidence song
  - Mr.Childrenでは数少ないギター弾き語りの楽曲[注 7]。
  - 演奏時間は1分55秒と、シングル収録曲では最も短い。
  - 歌詞は「innocent world」と同様に当時の日本に対する風刺・皮肉とも取れる内容で歌われている。タイトルは小林が命名した[8]。
  - 桜井が当時持っていたラジオ番組の収録[注 8]のため、大阪府へ向かう新幹線の車内で作詞が行われたという[8]。

### プロモーションカセット盤
1. 花はどこへ行った
  - ピート・シーガーの同名曲に日本語詞をつけたカヴァー曲。原題は『WHERE HAVE ALL THE FLOWERS GONE』で、本来の歌詞は反戦歌だがこちらは社会風刺の色合いが強いものとなっている。
  - 当初はこの曲がカップリング曲として収録される予定であったが、歌詞がオリジナルとあまりにかけ離れていたためお蔵入りになった。お蔵入りが決定後もラジオやライブなどで幾度か披露されていたが、1995年を最後にレパートリーから外されその後は同曲を聴くのが非常に困難となっている。
  - テレビでは『HEY!HEY!HEY! MUSIC CHAMP』にて一度限りの完成版が披露された。

## テレビ出演
| 番組名                                             | 日付           | 放送局     | 演奏曲                                                                                           |
| -------------------------------------------------- | -------------- | ---------- | ------------------------------------------------------------------------------------------------ |
| ポップジャム                                       | 1994年6月21日  | NHK総合    | CROSS ROAD innocent world                                                                        |
| ミュージックステーション                           | 1994年6月24日  | テレビ朝日 | innocent world                                                                                   |
| COWNT DOWN TV                                      | 1994年6月25日  | TBS        | innocent world                                                                                   |
| ポップジャム                                       | 1994年7月23日  | NHK総合    | innocent world                                                                                   |
| SWITCH MUSIC                                       | 1994年7月27日  | フジテレビ | innocent world                                                                                   |
| ミュージックステーション                           | 1994年9月9日   | テレビ朝日 | innocent world                                                                                   |
| ミュージックステーションスペシャル スパーライブ'94 | 1994年12月30日 | テレビ朝日 | innocent world Tomorrow never knows                                                              |
| HEY!HEY!HEY! MUSIC CHAMP                           | 1995年2月20日  | フジテレビ | CROSS ROAD 花はどこへ行った Tomorrow never knows everybody goes -秩序のない現代にドロップキック- |
| CDTVスペシャル！15周年プレミアライブ               | 2008年9月24日  | TBS        | innocent world GIFT HANABI                                                                       |

## ライブ映像作品
innocent world
| 作品名                                                     |
| ---------------------------------------------------------- |
| 【es】 Mr.Children in FILM                                 |
| regress or progress '96-'97 DOCUMENT                       |
| Mr.Children CONCERT TOUR POPSAURUS 2001                    |
| Mr.Children Tour 2004 シフクノオト                         |
| MR.CHILDREN DOME TOUR 2005 "I ♥ U" 〜FINAL IN TOKYO DOME〜 |
| Mr.Children "HOME" TOUR 2007 -in the field-                |
| Mr.Children Tour 2009 ～終末のコンフィデンスソングス～     |
| ap bank fes '11 Fund for Japan                             |
| Mr.Children STADIUM TOUR 2011 SENSE -in the field-         |
| MR.CHILDREN TOUR POPSAURUS 2012                            |
| Mr.Children［(an imitation) blood orange］Tour             |
| Mr.Children Stadium Tour 2015 未完                         |
| Mr.Children DOME & STADIUM TOUR 2017 Thanksgiving 25       |
| Mr.Children Tour 2018-19 重力と呼吸                        |
| Mr.Children Dome Tour 2019 Against All GRAVITY             |
| JUNK or GEM                                                |
| Mr.Children 30th Anniversary Tour 半世紀へのエントランス   |

## 収録アルバム
- 『Atomic Heart』 (#1)
- 『LAND IN ASIA』 (#1)
- 『1/42』 (#1)(Liveバージョン)
- 『Mr.Children 1992-1995』 (#1)
- 『Mr.Children 1992-2002 Thanksgiving 25』 (#1)
- 『Mr.Children 2011-2015』 (#1)(Liveバージョン)
- 『B-SIDE』 (#2)

## カバー
- innocent world
  - 桑田佳祐が2度カバーしている（1回目は『桑田佳祐の音楽寅さん 〜MUSIC TIGER〜』（フジテレビ系列）、2回目は『ap bank fes '06』）。
  - arie（2007年、アルバム『THE BEST OF BOSSA COVERS 青春ロック』）
  - 美吉田月（2007年、アルバム『pure flavor #1 〜color of love〜』）